# Jade Crater Lake
Jade Crater Lake är en sjö i Antarktis. Den ligger i Sydshetlandsöarna. Argentina, Chile och Storbritannien gör anspråk på området. Jade Crater Lake ligger 28 meter över havet.
I övrigt finns följande vid Jade Crater Lake:
- Casco (en udde)